# Диффузная нервная система
Диффузная нервная система — один из типов примитивной нервной системы (наряду со стволовой, узловой, протоцеребрумом и трубчатой).
Диффузная нервная система — наиболее древняя.
Характерна для кишечнополостных (кроме медуз, у которых вследствие активного свободноплавающего образа жизни она скорее ближе к ганглионарной). Нервные клетки образуют диффузное нервное сплетение в эктодерме по всему телу животного, и при сильном раздражении одной части сплетения возникает генерализованный ответ — реагирует всё тело.

## Характерные признаки
Для диффузного типа нервной системы характерны следующие признаки:
- Равномерное распределение нервных клеток по всему телу животного. У кишечнополостных имеется два неоформленных скопления нервных клеток — в районе подошвы и ротового отверстия.
- Проведение возбуждения во всех направлениях.
- Волна возбуждения сопровождается волной мышечного сокращения.

Диффузный тип нервной системы характерен также для плоских червей Acoela. Однако в связи с тем, что их тело устроено более сложно (появляется третий зародышевый листок, мезодерма; двусторонняя симметрия, примитивные органы) — их диффузная сеть более сложна.